# Wasserstraße 69 (Stralsund)

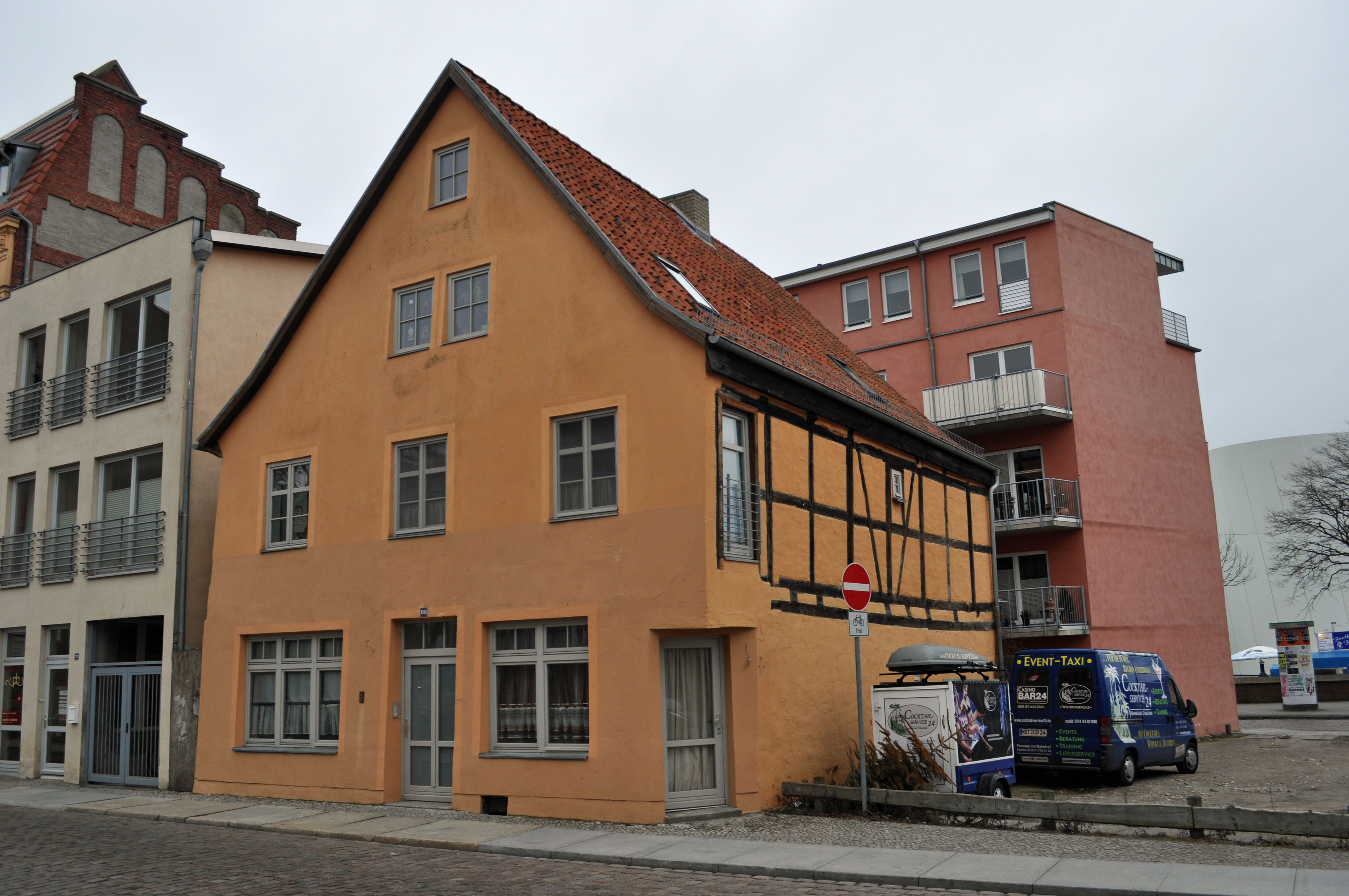
Das Haus Wasserstraße 69 in Stralsund (2012)

Das Gebäude mit der postalischen Adresse Wasserstraße 69 ist ein denkmalgeschütztes Bauwerk in der Wasserstraße in Stralsund, an der Ecke zur Badenstraße.
Das zweigeschossige Eckgebäude wurde Mitte des 18. Jahrhunderts errichtet. Die Giebelseite des Fachwerkbaus zur Wasserstraße wurde später verputzt.
Die Traufseite, der Rückgiebel und der dreigeschossige Kemladen sind fachwerksichtig.
Das Haus liegt im Kerngebiet des von der UNESCO als Weltkulturerbe anerkannten Stadtgebietes des Kulturgutes „Historische Altstädte Stralsund und Wismar“. In die Liste der Baudenkmale in Stralsund ist es mit der Nummer 791 eingetragen.